# پیتزو کوکا
پیتزو کوکا (به ایتالیایی: Pizzo Coca) یک کوه در ایتالیا است که در لمباردی واقع شده‌است. پیتزو کوکا ۳٬۰۵۰ متر بالاتر از سطح دریا واقع شده‌است.